# EC Bad Tölz
L'EC Bad Tölz est un club professionnel allemand de hockey sur glace basé à Bad Tölz. Il évolue en Oberliga, le troisième échelon allemand.

## Historique
Le club est créé en 1928 sous le nom de EHC 98 München. Il a remporté à deux reprises la  Deutsche Eishockey Liga. En 2005, il est relégué en Oberliga, sa division actuelle.

## Anciens joueurs

### Palmarès
- Vainqueur de la Deutsche Eishockey Liga: 1962, 1966.
- Vainqueur de la 2. Bundesliga: 1987, 1989, 1990, 1997.
- Vainqueur de l'Oberliga: 1994.